# Phyllanthus andamanicus
Phyllanthus andamanicus är en emblikaväxtart som beskrevs av Nambiyath Puthansurayil Balakrishnan och N.G.Nair. Phyllanthus andamanicus ingår i släktet Phyllanthus och familjen emblikaväxter. Inga underarter finns listade i Catalogue of Life.